# Acanthophis praelongus
Acanthophis praelongus är en ormart som beskrevs av Edward Pierson Ramsay 1877. Acanthophis praelongus ingår i släktet Acanthophis och familjen giftsnokar och underfamiljen havsormar. Inga underarter finns listade i Catalogue of Life.
Arten förekommer på Nya Guinea och i norra Australien. Honor lägger inga ägg utan föder levande ungar.